# Kekuli Bay Park
Kekuli Bay Park är en park i Kanada.   Den ligger i provinsen British Columbia, i den södra delen av landet, 3 300 km väster om huvudstaden Ottawa. Kekuli Bay Park ligger 417 meter över havet. Den ligger vid sjön Kalamalka Lake.
Terrängen runt Kekuli Bay Park är kuperad åt nordväst, men åt sydost är den bergig. Närmaste större samhälle är Vernon, 10,6 km nordost om Kekuli Bay Park. 
I omgivningarna runt Kekuli Bay Park växer i huvudsak barrskog. Runt Kekuli Bay Park är det mycket glesbefolkat, med 2 invånare per kvadratkilometer.